# Chris Morgan
Christopher Paul Morgan (Chris Morgan) nasceu em Chicago, Illinois, mas viveu a maior parte de sua vida em Forsyth, Geórgia. Tem cinco irmãos, inclusive um mais novo chamado Jeremy Morgan, que é ator. Chris Morgan é um roteirista, responsável pelos argumentos dos filmes: Velozes e Furiosos 4, O Procurado, Velozes e Furiosos: Desafio em Tóquio, Celular - Um Grito de Socorro, Velozes e Furiosos 5, Velozes e Furiosos 6 e Velozes e Furiosos 7.

## Filmografía
Em Desenvolvimento
- 47 Ronin (2012)
- Projeto sem título (2012)
- Shell Game (2011)
- Gears of War (2010)
- The Psycho (2009)

Produzidos
- "The Troop" (produção executiva) (16 episódios, 2009)
- No More Master Nice Guy (2009) episódio de TV (produção executiva)
- Unpleasantville (2009) episódio de TV (produção executiva)
- A Moth to the Spotlight (????) episódio de TV (produção executiva)
- Do the Worm (????) episódio de TV (produção executiva)
- Forest Grump (????) episódio de TV (produção executiva)

Escritos
- O Procurado (2009)
- Velozes e Furiosos 4 (2009)
- Velozes e Furiosos: Desafio em Tóquio (2006)
- Cellular (2004)
- Velozes e Furiosos 5 (2011)
- Velozes e Furiosos 6  (2013)
- Velozes e Furiosos 7 (2015)
- Velozes e Furiosos 8 (2017)
- Hobbs & Shaw (2019)
- Red One (2024)